# Gà lôi Beli
Gà lôi Beli (Danh pháp khoa học: Lophura nycthemera beli) là một phân loài của loài gà lôi trắng. Phân loài này có mặt ở Việt Nam. 

## Phân bố
Nơi sống và sinh thái, Nơi ở thích hợp là trong rừng thường xanh ở dạng nguyên sinh và thứ sinh có độ cao từ 500m trở lên. Đã gặp chúng ở độ cao từ 500 – 1000m và trên các đỉnh núi cao từ 1200 – 1800m. Kiếm ăn trên mặt đất và ban đên ngủ trên cây. Phân bố ở Việt Nam: Phân loài này chỉ có ở vùng Trung Bộ từ nam Quảng Trị đến Quảng Ngãi.

## Đặc điểm
Chim đực trưởng thành có đặc điểm sai khác, là càng vào phía Nam Việt Nam lông đuôi cành ngắn dần, màu trắng của Bộ lông giảm và màu đen của bộ lông tăng lên. Gà lôi Beli giống như gà lôi Berli, nhưng đuôi trắng hơn. Mắt, mỏ và chân có màu tương tự gà lôi beli: mặt nâu, mỏ nâu xám xanh, da trần quanh mặt đỏ, chân đỏ.
Gặp chim đực khoe mẽ vào đầu tháng 2. Chân chắc, đầu không lớn, mỏ ngắn, khoẻ và hơi cong. Cổ ngắn nhắm thích nghi với điểu kiện kiếm ăn trên mặt đất và các bụi thấp. Cánh ngắn và rộng giúp cho chúng bốc nhanh lên khỏi mặt đất để tránh khỏi sự săn đuổi của kẻ thù tự nhiên.

## Tập tính
Chúng thường sống trên mặt đất. Sống ở nhiều các sinh cảnh khác nhau như: rừng rậm, savan, thung lũng. Chim đực không những lớn hơn chim cái mà còn có bộ lông hết sức sặc sỡ nhằm thu hút bạn tình. Bộ lông dày, cứng, thân lông phụ thường khá phát triển.
Chúng làm tổ trên mặt đất. Tổ rất đơn giản thường là một đám lá khô hay hõm đất nông. Thức ăn chính của chúng là các loài hạt, quả, củ và côn trùng trên mặt đất. Chim non mới nở thường ăn động vật khi lớn thay thế bằng thức vật. 